# Cromosoma (algorisme genètic)
Per informació sobre cromosomes en biologia, veure cromosoma.
En algorismes genètics, un cromosoma (també a vegades anomenat genoma) és un conjunt de paràmetres que defineixen una solució proposada al problema que l'algorisme genètic està intentant resoldre. El cromosoma es representa sovint com una sèrie de bits, encara que també s'utilitzen una varietat àmplia d'altres estructures de dades.
El disseny del cromosoma i els seus paràmetres és, per necessitat, específic al problema a resoldre. Per donar un exemple trivial, suposi que el problema sigui trobar el valor de l'enter de {\displaystyle x} entre 0 i 255 que proporciona el resultat màxim per a {\displaystyle f(x)=x^{2}}. (Aquest no és el tipus de problema que és normalment resolt per un algorisme genètic, ja que es pot trivialment resoldre utilitzant mètodes numèrics. Només s'utilitza per servir com a exemple simple.) Les nostres solucions possibles són els enters de 0 a 255, quin es pot representar tot com sèries binàries de 8 dígit. Així, es podrien utilitzar una sèrie binària de 8 dígit com a representació del nostre cromosoma. Si un cromosoma donat en la població representa el valor 155, el seu cromosoma seria 10011011.
Un problema més realista que es pot desitjar resoldre és el problema del viatjant. En aquest problema, es busca una llista ordenada de ciutats que ocasiona el viatge més curt perquè el venedor viatgi. Suposi que hi hagi sis ciutats, que anomenarem A, B, C, D, E, i F. Un bon disseny per al nostre cromosoma podria ser la llista ordenada que volem provar. Un cromosoma d'exemple que ens podríem trobar en la població podria ser DFABEC.
L'operador de mutació i operador de creuament emprat per l'algorisme genètic han de tenir en compte el disseny del cromosoma.